# خوشابا لاو
خوشابا لاو (عربی: خوشابا لاو كانون؛ ۱ ژوئیه ۱۹۳۹ – ۱۶ ژوئیهٔ ۲۰۰۰) بازیکن فوتبال اهل عراق بود.
وی همچنین در تیم ملی فوتبال عراق بازی کرده‌است.